# Peter Holtslag
Peter Holtslag (* 1957, Amsterdam) je nizozemský hráč na zobcovou a barokní příčnou flétnu.
Vystudoval zobcovou flétnu na Sweelinck Conservatorium (nyní Conservatorium van Amsterdam), které absolvoval v roce 1980. Velkou inspirací byl pro něj byl Frans Brüggen. Jako hráč na zobcovou flétnu i na barokní příčnou flétnu vystupoval po celém světě a spolupracoval s renomovanými hudebníky, jako byl např. Gustav Leonhardt, William Christie či Roy Goodman, a soubory jako The English Concert, Orchestra of 18. Century, Akademie für Alte Musik Berlin, La Fontegara Amsterdam a Trio Noname. Natočil řadu nahrávek pro významná vydavatelstní (Hyperion, DGG/Archiv, Globe, Aeolus, Chandos).
Pro label Aeolus roku 2011 pořídil CD s názvem Awakening Princesses, kde v rámci dokumentárně-výzkumného projektu použil originální zobcové flétny z 18. století ze sbírky Bate Collection of Musical Instruments z University of Oxford. V roce 2016 tamtéž vyšla nahrávka s hudbou Johanna Sebastiana Bacha, při které Holtslag použil originální příčné flétny z Bachových časů.
V letech 1984 až 1988 vyučoval na Guildhall School of Music v Londýně, kde přednášel také na City University. V roce 1988 byl jmenován profesorem na Královské hudební akademii v Londýně a na Hochschule für Musik und Theater Hamburg . V roce 2013 byl jmenován čestným členem Královské hudební akademie (HonRAM).